# 木村俊夫
木村 俊夫（きむら としお、1909年（明治42年）1月15日 - 1983年（昭和58年）12月1日）は、日本の政治家。元衆議院議員。

## 来歴・人物
1909年（明治42年）三重県東員町生まれ。後に東員町名誉町民となる。祖父・木村誓太郎、父・木村秀興はいずれも衆議院議員。津中学校、第三高等学校 (旧制)文科丙類を経て、1938年（昭和13年）東京帝国大学法学部法律学科と政治学科を卒業。高等文官試験に合格して逓信省に入省。戦時下、逓信省と鉄道省が統合した運輸通信省を経て、運輸省に移る。戦後佐藤栄作に口説かれ、運輸省海運総局総務課長から政界に転身、1949年（昭和24年）の第24回衆議院議員総選挙で旧三重1区から保守系無所属で当選。吉田茂が率いる自由党に所属する。当選12回。
当初目立たない存在であったが、佐藤栄作政権発足後の1966年（昭和41年）から1971年（昭和46年）にかけて、官邸（内閣官房）における主要人物の一人として、一躍注目されるようになった。1966年（昭和41年）に内閣官房副長官に就任。1967年（昭和42年）、病気のため退任した福永健司の後を継いで内閣官房長官に登用されるも、翌年の1968年（昭和43年）に佐藤の要請を受け、保利茂に官房長官を譲り、木村は再び副長官に戻った。この間、沖縄返還最大の課題であった「核抜き本土並み返還」の実現に尽力した。
その後1971年（昭和46年）に経済企画庁長官に就任。その間、外務大臣を務めていた福田赳夫が胆石手術で入院した際には外務大臣臨時代理を務めた。
1972年（昭和47年）の佐藤首相退陣による自由民主党総裁選挙に伴う佐藤派分裂に際しては佐藤の意を体して福田赳夫を支持するも、1974年（昭和49年）に第2次田中角榮内閣において福田の途中辞任に伴い大蔵大臣に横滑りした大平正芳の後任として外務大臣に起用された。現職外相として初めてナイジェリアなどサハラ砂漠以南のアフリカ4ヶ国を訪問した。
その後は「最後の佐藤派」として無派閥で通した。また1977年（昭和52年）自由民主党アジア・アフリカ問題研究会（AA研）の代表世話人に就任。党内ハト派の代表的存在として重きをなした。1983年（昭和58年）、勲一等旭日大綬章を受章。同年の総選挙には出馬せず引退したが、直後の12月1日に心不全のため死去。享年74歳。

## 栄典
- 1983年（昭和58年）11月3日 - 勲一等旭日大綬章